# 주시 반사
주시 반사(fixation reflex) 또는 고정 반사는 주변 물체에 눈을 끌어들이는 것과 관련이 있다. 예를 들어, 주변에서 빛이 비추면 눈은 시선을 그 물체로 옮긴다. 이것은 대뇌 피질의 후두엽에 의해 제어되며, 세 가지 주요 테스트에서 입증되었다.
1. 피질을 제거하면 이 반사가 중단된다.
2. 피질 표면에 그림을 그리면 눈이 움직이는 방향으로 움직인다.
3. 눈에서 나오는 실제 신호를 기록하여 이미지를 감지한다.

이전 연구에 따르면 후두엽 피질에서 뇌줄기 운동 뉴런으로 가는 운동 경로는 위둔덕을 경유한다고 한다. 이는 하등 동물의 경우이지만, 인간의 경우 중뇌의 상위 구릉 외의 눈 근육 핵(눈돌림신경핵과 덧눈돌림 신경핵)이 일반적으로 유지된다.
물체가 물체에 직접 초점을 맞추었지만 눈이 목표에서 벗어나면 고정 반사는 눈이 원래 물체에 초점을 맞추도록 유지하지만 스스로 움직인다.

## 같이 보기
- 주시 (시각)
- 안구진탕증
- 홱보기
- 안뜰눈 반사
- 눈돌림신경
- 눈돌림신경핵
- 덧눈돌림 신경핵
- 섬모체 신경절

## 참고 문헌
- "eye, human."Encyclopædia Britannica. 2008. Encyclopædia Britannica 2006 Ultimate Reference Suite DVD